# Royce D. Applegate
Royce D. Applegate (Midwest City, 25 de dezembro de 1939 — Hollywood Hills, 1 de janeiro de 2003) foi um ator e roteirista norte-americano.
Em 2003, no dia de ano novo, Applegate morreu em sua casa em um incêndio que ocorreu em Hollywood Hills, apenas uma semana após seu 63º aniversário.